# Ancistrocerus nigricornis
Ancistrocerus nigricornis ist eine solitäre Faltenwespe. Die Art kommt in der Paläarktis vor, in Europa, im Nahen Osten, in Nordafrika und in der indomalayischen Zone, östlich bis Sachalin, Primorje und Japan. Die Wespen leben auf feuchten Wiesen,
in offener Landschaft, gelegentlich in Gärten und anderen Gebieten, in denen ihre Futter- und bevorzugten Nistplätze vorkommen.

## Beschreibung

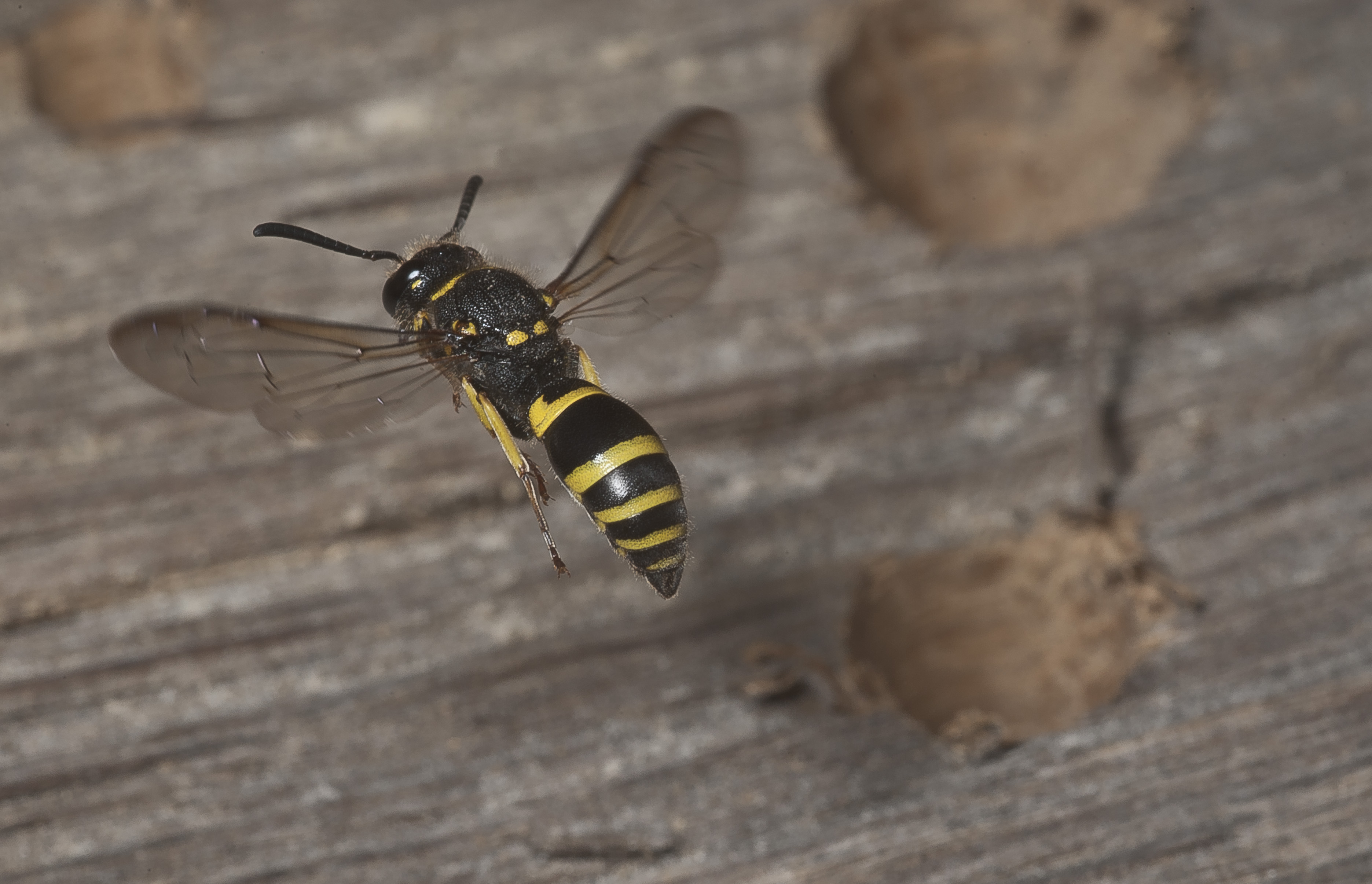
Rückansicht im Flug

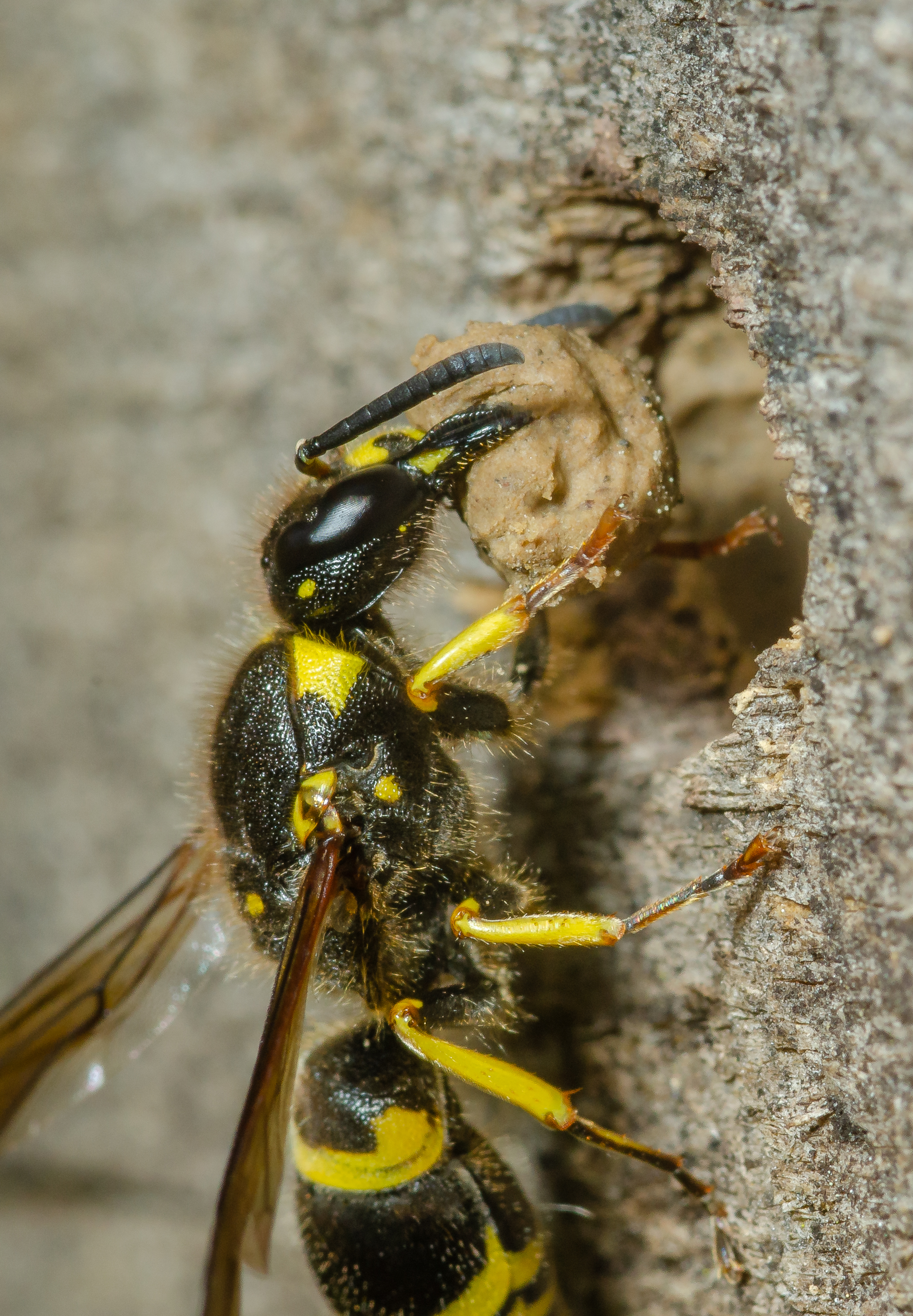
Verschließen des Nests mit Lehm

Männchen von Ancistrocerus nigricornis erreichen eine Länge von 10 mm, Weibchen werden 9–13 mm groß. Die mittelgroßen Solitärwespen sind gelb-schwarz gefärbt, mit braunen Haaren auf Thorax.
Die Tergite I–IV des Metasoma weisen am Hinterrand gelbe Bänder auf (bei der ähnlichen Ancistrocerus coreanus fehlen die Bänder auf den Tergiten III und IV). Bei den Weibchen fehlt der Fleck zwischen Antennenansatz und Augen. Gelb gefärbt sind außerdem: Am Kopf vier Flecken auf dem Clypeus (selten fehlen zwei, oder alle vier) und ein Fleck auf der Stirn sowie die Unterseite der Antennengeißel, am Rumpfabschnitt ein, mittig oft unterbrochenes schmales Band vorn am Pronotum, jeweils zwei Flecken auf den Flügelschuppen und seitlich am Mesothorax sowie jeweils ein buchtig begrenztes Band am Hinterrand der Sternite II und III des freien Hinterleibs. An den Beinen sind die Spitzen der Vorderschenkel und die Schienen aller Beinpaare gelb, die Tarsen meist bräunlich.

## Biologie
Die Art bringt jährlich eine Generation hervor (univoltin). Männchen treten von Juni bis September auf, während Weibchen zwischen Februar und Oktober beobachtet wurden. Nach der Begattung sterben die Männchen, die Weibchen überwintern und erscheinen im Frühjahr wieder. Erwachsene Tiere ernähren sich von Pflanzensäften, Honigtau und Nektar verschiedener Pflanzen, hauptsächlich Wald-Engelwurz (Angelica sylvestris), Bärenklau (Heracleum), Brombeeren (Rubus fruticosus), Nachtschattengewächsen (Solanaceae), Goldruten (Solidago) und Disteln.
Nester werden im Frühjahr und frühen Sommer gebaut. Sie bestehen aus Löchern oder Röhren in Holz, meist in Holunder- oder Beerenstängeln, mit Teilern aus Lehm; sie kann auch Nisthilfen für Wildbienen annehmen. Die Wespen legen ein Ei in jede Zelle und bringen gelähmte kleine Raupen ein, hauptsächlich von Tortricidae. Wenn die Larven schlüpfen, ernähren sie sich von dieser Beute.